# Convolvulus waitaha
Convolvulus waitaha är en vindeväxtart som först beskrevs av Sykes, och fick sitt nu gällande namn av Heenan, Molloy och de Lange. Convolvulus waitaha ingår i släktet vindor, och familjen vindeväxter. Inga underarter finns listade i Catalogue of Life.